# Kyselina hyaluronová
Kyselina hyaluronová je přirozeně se vyskytující glykosaminoglykan, což je jeden z lineárních polysacharidů, o vysoké molekulové hmotnosti. Je složena z opakujících se disacharidových jednotek, kdy každá z těchto jednotek obsahuje kyselinu D-glukuronovou a N-acetylglukosamin. Kyselina hyaluronová může jako kyselina existovat pouze v silně kyselém prostředí. Protože v organismu je až na výjimky hodnota pH v rozsahu od mírně kyselé po mírně alkalické, existuje v tomto prostředí kyselina hyaluronová pouze v podobě soli, nejčastěji sodné. Proto se nedoporučuje používat označení kyselina hyaluronová pro látku vyskytující se v organismu nebo do organismu přidávanou. Přesnější je použití obecného označení hyaluronan (v případě, že neudáváme konkrétní kationt), či hyaluronát (vždy s udáním kationtu, např. hyaluronát sodný). Termín kyselina hyaluronová se používá spíše v kosmetice a medicínských aplikacích.
Hyaluronan tvoří jednu z hlavních složek mezibuněčné hmoty. Je součástí pojivových, epiteliálních a nervových tkání. Ve velkém množství se nachází v očním sklivci, synoviální tekutině, pupečníkové šňůře a kůži. Rovněž tvoří slizovité obaly vajíček některých organizmů.

## Biologické funkce
Hyaluronan má vysokou afinitu k vodě, což pozitivně ovlivňuje elasticitu (hydrataci) tkání, např. kůže, chrupavky apod.
Je organizátorem tvorby mezibuněčné hmoty. Spolu s proteoglykany vytváří nadmolekulární útvary, jakési sítě, do kterých se organizovaně ukládá kolagen a další složky pojivových tkání (elastin, glykoproteiny apod.).
Hyaluronan se váže na celou řadu buněčných receptorů, čímž jednak fixuje buňky do sítí extracelulární matrix a jednak reguluje procesy probíhající v buňkách a sekreci regulačních molekul z buněk. Nosiče léčiv, které na svém povrchu mají fragmenty hyaluronanu, se mohou s buňkami právě prostřednictvím receptoru spojovat a pomocí endocytózy přenášet léčivé látky do buňky.
Fragmenty hyaluronanu vykazují různé biologické aktivity v závislosti na jejich molekulové hmotnosti. Vysokomolekulární hyaluronan působí protizánětlivě. Některé fragmenty působí přímo na buňky imunitního systému a tím, že ovlivňují produkci cytokinů a chemokinů, zánět regulují (např. první fáze hojení ran). Prostřednictvím regulace produkce některých cytokinů působí fragmenty hyaluronanu i proti zánětu ve tkáních, jiné regulují tvorbu pojivových struktur. Hyaluronan zháší volné kyslíkové radikály, ovlivňuje proliferaci a diferenciaci buněk.   
Hyaluronan tím, že váže některé růstové faktory, brání nadměrnému ukládání kolagenu do jizev, čímž podporuje bezjizevnaté hojení ran. Mechanismus není dosud detailně popsán a pravděpodobně bude multifaktoriální.  
Hyaluronan s vysokou molekulovou hmotností má analgetický účinek.
V synoviální tekutině v kloubech slouží komplexy hyaluronanu s dalšími látkami jako lubrikant (díky jejich viskoelastickým vlastnostem) a jako tlumič nárazů (díky silné schopnosti hydratovat chrupavku).

## Použití
Použití hyaluronanu je velmi široké, zejména v medicíně a v kosmetice, a to jak ve formě vysokomolekulárního chemicky nemodifikovaného biopolymeru, tak i ve formě fragmentů, které mohou být i chemicky modifikované. Hyaluronan s vysokou a střední molekulovou hmotností, a to ve formě nativní či modifikované (síťované), se hojně využívá ve formě intraartikulárních injekcí přímo do kloubů, nejčastěji kolenního, ale i dalších kloubů včetně malých (např. na rukou či nohou), jak po úrazech, tak u pacientů s osteoartrózou. Aplikací hyaluronanu s vyšší molekulovou hmotností dojde jednak k přímému potlačení bolesti, ale také ke krátkodobému zvýšení koncentrace hyaluronanu v kloubu, což vede ještě k druhotnému potlačení bolesti tím, že je kloub lépe lubrikován. Dodaný hyaluronan je navíc schopen aktivovat syntézu vlastního hyaluronanu buňkami synoviální membrány, zlepšuje metabolizmus chrupavky a chrání ji před působením degradačních enzymů.  
V očním lékařství se hyaluronan používá při různých operacích, nejčastěji při výměně oční čočky (metodou zvanou fakoemulzifikace). Roztokem hyaluronanu se vyplňuje prostor přední komory, což pomáhá jednak k odstranění úlomků oční čočky rozbité ultrazvukem a dále přítomný hyaluronan chrání oční tkáně před jejich poškozením během operace. Díky své schopnosti vázat velké množství vody se hyaluronan používá v očních kapkách určených ke zmírnění potíží u syndromu suchého oka, protože vytváří na povrchu oka tenký film, který zabezpečí bezbolestné klouzání víčka po oční bulvě. Hyaluronan se rovněž používá v kapkách pro uživatele kontaktních čoček.  
Nativní hyaluronan nalezneme i v přípravcích na hojení ran, zejména určených pro obtížně se hojící rány jako jsou bércové vředy, rány na nohou diabetiků a přípravky pro léčbu rozpadlých ran po operacích, zejména v kardiochirurgii či chirurgii břicha.  Hyaluronan se rovněž využívá v reprodukční medicíně, kde je součástí media pro transfer embryí nebo např. jako selekční medium pro určení kondice spermií.  Nativní hyaluronan se dále využívá v ORL v nosních kapkách, při augmentaci hlasivek , při poškození sliznice po ozařování nádorů hlavy a krku , při léčbě různých patologických stavů poševní sliznice a v některých dalších aplikacích.  Chemicky modifikovaný hyaluronan, nejčastěji síťovaný do 3D sítě, nachází uplatnění v přípravcích na hojení ran a v tkáňovém inženýrství.
V kosmetice se využívá schopnost hyaluronanu vázat vodu a vytvářet na pokožce tenký film, který vyvolává sametový efekt při dotyku. Fragmenty hyaluronanu, zejména chemicky modifikované, slouží k přenášení aktivních látek do pokožky. V kosmetice se rovněž hojně využívá síťovaných derivátů hyaluronanu ve formě dermálních fillerů. Obdobné přípravky se používají v korektivní dermatologii a plastické chirurgii. 
Kromě využití v medicíně a kosmetice se hyaluronan uplatňuje ve výživových doplňcích. Orálně podívaný hyaluronan má prokázaný vliv na pojivové tkáně obecně, zejména na klouby a šlachy, kvalitu kůže a kožních adnex, hojení oftalmologických operačních ran apod.   

## Výroba

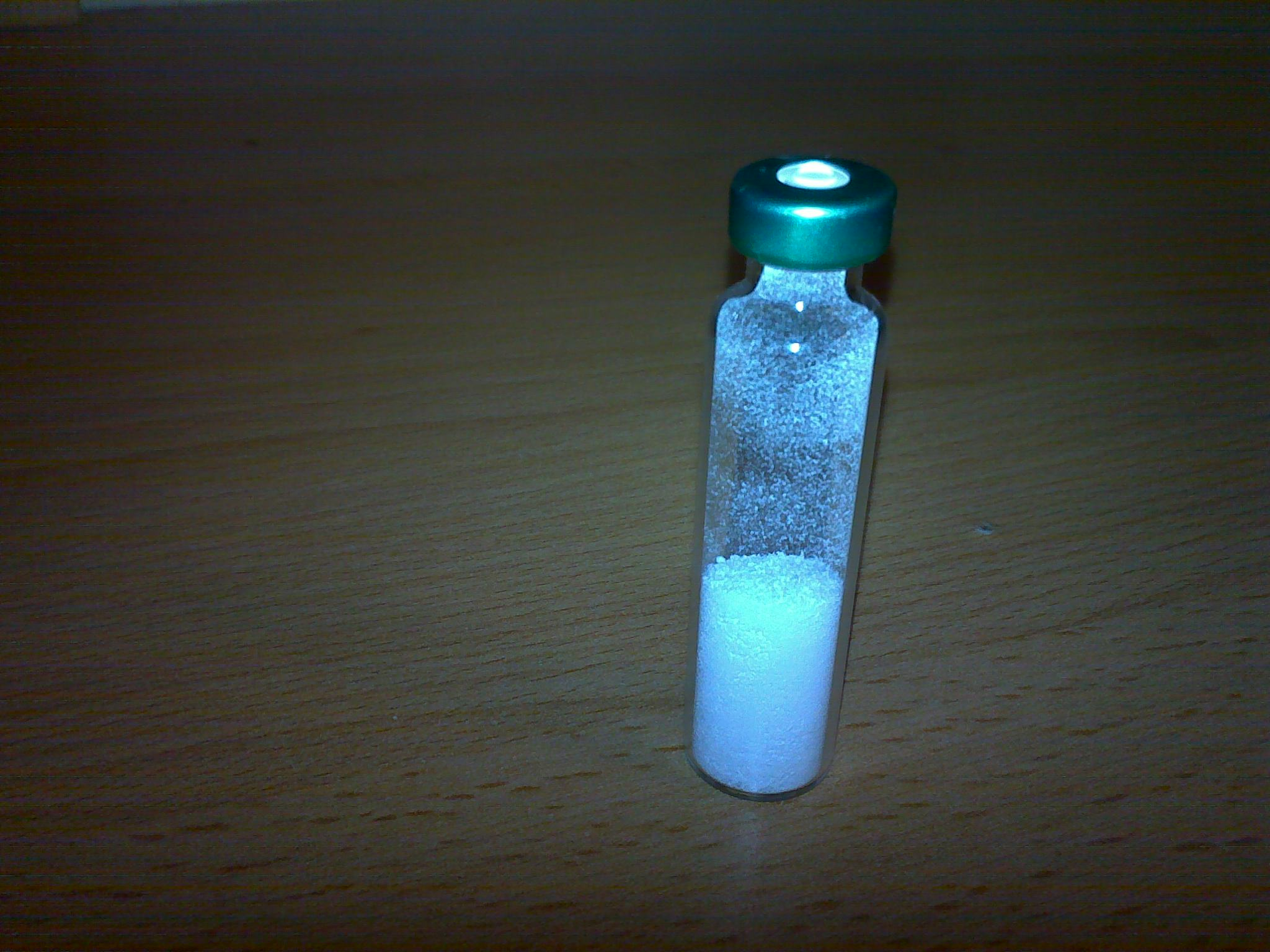
Lyofilizovaná kyselina jako finální produkt určený pro použití v kosmetických přípravcích

Hyaluronan se dnes vyrábí fermentačním způsobem s využitím bakterií, které ho přirozeně produkují jako kapsuli pro svoji ochranu. Geneticky změněné kmeny bakterií se průmyslově prakticky nepoužívají, a to zejména z etických důvodů.  Biotechnologickým způsobem vyrábí hyaluronan i česká firma Contipro, která je významným světovým producentem této látky. K výrobě používá vlastní kmeny bakterií Streptococcus zooepidemicus equi zbavené patogenů a schopnosti hemolýzy.